# União das Freguesias de Querença, Tôr e Benafim
Die União das Freguesias de Querença, Tôr e Benafim, kurz Querença, Tôr e Benafim ist eine portugiesische Gemeinde (Freguesia) im Kreis (Concelho) von Loulé an der Algarveküste im Süden Portugals.

## Geschichte
Die Gemeinde entstand 2012, im Vorfeld der Gebietsreform vom 29. September 2013, durch die Zusammenlegung der ehemaligen Gemeinden Querença, Tôr und Benafim. Querença wurde Sitz der neuen Verwaltung.

## Demographie
| Freguesia | Freguesia               | Freguesia | Freguesia       | ehemalige Freguesias | ehemalige Freguesias | ehemalige Freguesias | ehemalige Freguesias |
| --------- | ----------------------- | --------- | --------------- | -------------------- | -------------------- | -------------------- | -------------------- |
| Wappen    | Freguesia               | Einwohner | Fläche in (km²) | Wappen               | Freguesia            | Einwohner            | Fläche in (km²)      |
|           | Querença, Tôr e Benafim | 2708      | 102,18          |                      | Querença             | 759                  | 33,66                |
|           | Querença, Tôr e Benafim | 2708      | 102,18          | Tôr                  | 886                  | 15,83                |                      |
|           | Querença, Tôr e Benafim | 2708      | 102,18          | Benafim              | 1063                 | 52,69                |                      |